# Judo na Letních olympijských hrách 1984
Judo na Letních olympijských hrách 1984 probíhalo ve sportovní hale Eagle's Nest Arena v areálu kalifornské státní univerzity v Los Angeles v období 4. srpna - 11. srpna 1984.

## Medailisté

### Muži
| Kategorie | Zlato                                 | Stříbro                                       | Bronz                                 | Bronz                                        |
| --------- | ------------------------------------- | --------------------------------------------- | ------------------------------------- | -------------------------------------------- |
| - 60 kg   | Šindži Hosokawa · Japonsko (JPN)      | Kim Če-jop · Jižní Korea (KOR)                | Neil Eckersley · Velká Británie (GBR) | Edward Liddie · Spojené státy americké (USA) |
| - 65 kg   | Jošijuki Macuoka · Japonsko (JPN)     | Hwang Čong-o · Jižní Korea (KOR)              | Marc Alexandre · Francie (FRA)        | Josef Reiter · Rakousko (AUT)                |
| - 71 kg   | An Pjong-kun · Jižní Korea (KOR)      | Ezio Gamba · Itálie (ITA)                     | Kerrith Brown · Velká Británie (GBR)  | Luiz Onmura · Brazílie (BRA)                 |
| - 78 kg   | Frank Wieneke · Západní Německo (FRG) | Neil Adams · Velká Británie (GBR)             | Mircea Frăţică · Rumunsko (ROU)       | Michel Nowak · Francie (FRA)                 |
| - 86 kg   | Peter Seisenbacher · Rakousko (AUT)   | Robert Berland · Spojené státy americké (USA) | Wálter Carmona · Brazílie (BRA)       | Seiki Nose · Japonsko (JPN)                  |
| - 95 kg   | Ha Hjong-ču · Jižní Korea (KOR)       | Douglas Vieira · Brazílie (BRA)               | Bjarni Friðriksson · Island (ISL)     | Günther Neureuther · Západní Německo (FRG)   |
| + 95 kg   | Hitoši Saitó · Japonsko (JPN)         | Angelo Parisi · Francie (FRA)                 | Mark Berger · Kanada (CAN)            | Čo Jong-čchol · Jižní Korea (KOR)            |

### Kategorie bez rozdílu vah
| Kategorie       | Zlato                              | Stříbro                      | Bronz                       | Bronz                                   |
| --------------- | ---------------------------------- | ---------------------------- | --------------------------- | --------------------------------------- |
| Bez rozdílu vah | Jasuhiro Jamašita · Japonsko (JPN) | Mohamed Rašván · Egypt (EGY) | Mihai Cioc · Rumunsko (ROU) | Arthur Schnabel · Západní Německo (FRG) |

## Přehled medailí
| Pořadí | Země                         | Zlato | Stříbro | Bronz | Celkově |
| ------ | ---------------------------- | ----- | ------- | ----- | ------- |
| 1.     | Japonsko (JPN)               | 4     | 0       | 1     | 5       |
| 2.     | Jižní Korea (KOR)            | 2     | 2       | 1     | 5       |
| 3.     | Západní Německo (FRG)        | 1     | 0       | 2     | 3       |
| 4.     | Rakousko (AUT)               | 1     | 0       | 1     | 2       |
| 5.     | Brazílie (BRA)               | 0     | 1       | 2     | 3       |
| 5.     | Francie (FRA)                | 0     | 1       | 2     | 3       |
| 5.     | Velká Británie (GBR)         | 0     | 1       | 2     | 3       |
| 8.     | Spojené státy americké (USA) | 0     | 1       | 1     | 2       |
| 9.     | Egypt (EGY)                  | 0     | 1       | 0     | 1       |
| 9.     | Itálie (ITA)                 | 0     | 1       | 0     | 1       |
| 11.    | Rumunsko (ROU)               | 0     | 0       | 2     | 2       |
| 12.    | Kanada (CAN)                 | 0     | 0       | 1     | 1       |
| 12.    | Island (ISL)                 | 0     | 0       | 1     | 1       |
| Celkem | Celkem                       | 8     | 8       | 16    | 32      |